# Peripatos (Akropolis)

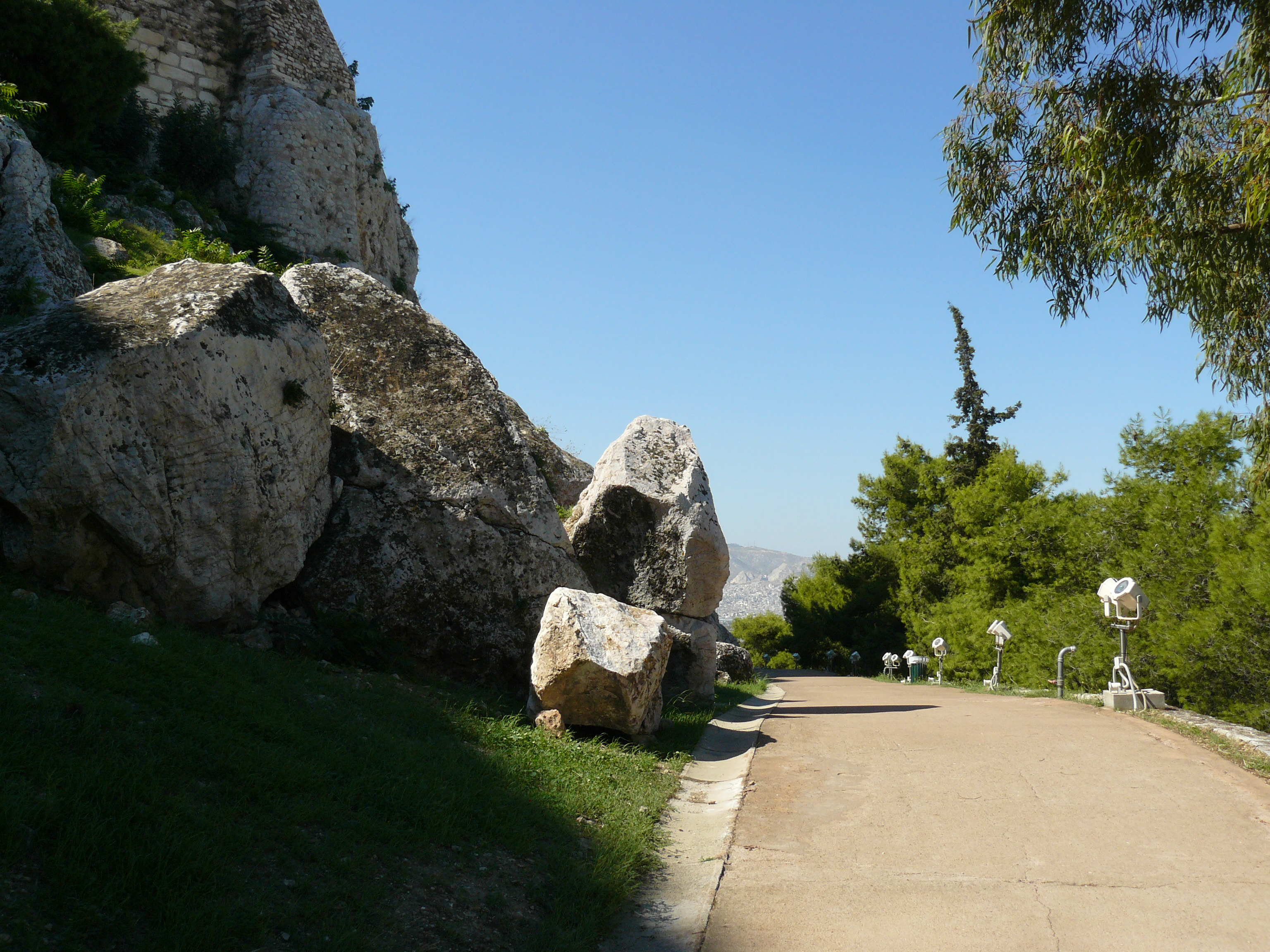
Der Peripatos

Der Peripatos (griechisch περίπατος ‚Spazierweg‘) ist ein Weg unterhalb der Akropolis von Athen, der heute vom Aufgang zur Akropolis nördlich um den Hügel zum Odeon des Perikles führt. Er bildet die Grenze zu den am Hang darüberliegenden Heiligtümern.
An der Ostseite der Akropolis am Wegesrand befindet sich eine Inschrift aus dem 4. Jahrhundert v. Chr., die den Namen des Weges und seine Länge mit fünf Stadien und achtzehn Fuß, also mit ungefähr 1100 m, angibt:
[Τ]ΟΥΠΕΡΙΠΑΤΟ
ΠΕΡΙΟΔΟΣ
Π Σ ΠΟΔΕΣ
Δ Π ΙΙΙ
[τ]οῦ περιπάτο
περίοδος
π(έντε) σ(τάδια) πόδες
Δ𐅃ΙΙΙ.
„Des Peripatos
Umlauf (beträgt)
fünf Stadien (und) Fuß
achtzehn“

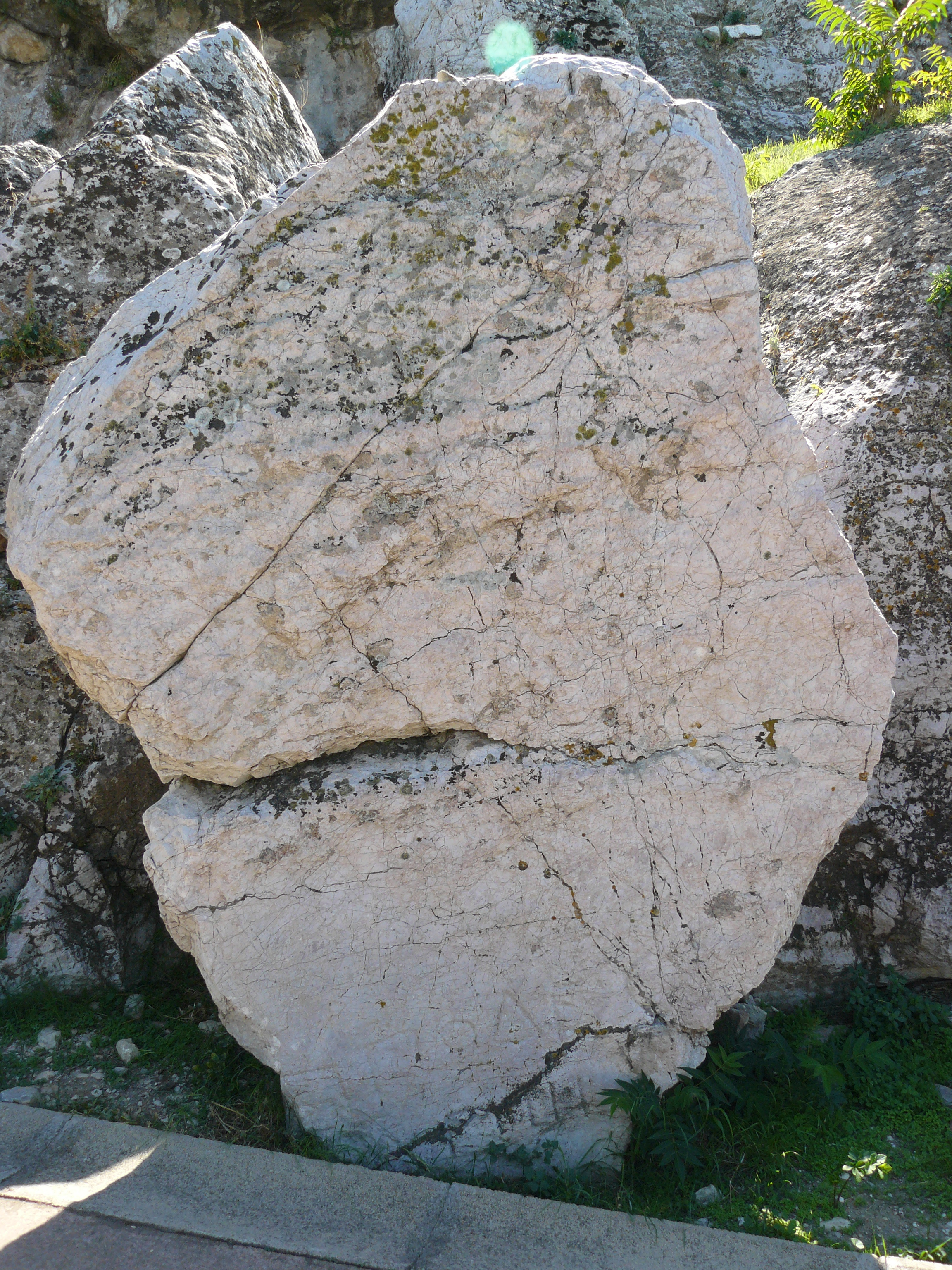
Fels mit der Peripatosinschrift

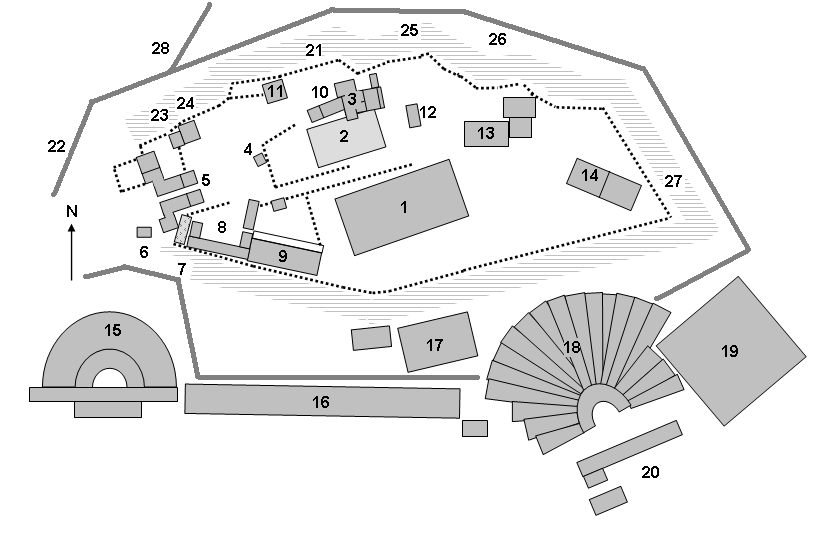
Lageplan des Peripatos und der Bauwerke

Unterhalb der Propyläen, wo der Panathenäenweg (28) auf den Peripatos (22) trifft, befindet sich die Quelle Klepsydra (23). Geht man von dort Richtung Osten, so folgen:
24 Höhle des Apollon Hypokraios

24 Höhle des olympischen Zeus

24 Panhöhle

21 Aglaureion (Höhle der Aglauros)

25 Heiligtum für Aphrodite und Eros

26 Peripatosinschrift

27 eine weitere Höhle der Aglauros
Laut der Inschrift reichte der Peripatos im 4. Jahrhundert v. Chr. ganz um die Akropolis. Hierzu passt auch eine Länge von 1,1 km sehr gut. Er verlief also oberhalb des Odeons des Perikles (19) und des Dionysostheaters (18), das jedoch um 330 v. Chr. vergrößert wurde, weiter, passierte dann das Asklepion (17) und das (erst im 2. Jahrhundert n. Chr. errichtete) Odeon des Herodes Atticus (15) und endete schließlich am Ausgangspunkt. Die Erneuerung des Peripatos durch Lykurgos von Athen machte eine Reihe wichtiger Heiligtümer leichter zugänglich. Sie steht im Zusammenhang mit seiner Staatsreform und hier insbesondere der religiösen und militärischen Erziehung der Epheben, die im Aglaureion ihren Bürgereid leisteten.
Mit der Bezeichnung Peripatos wurde ein weiterer Fußweg eröffnet, der südlich um die Akropolis entlang der Dionissiou Aeropagitou Straße führt. Dort kommt man südlich am Odeon des Herodes Atticus und nördlich des Akropolis-Museums vorbei.